# Dalene Matthee
Dalene Matthee (Riversdal, 13 oktober 1938 – Mosselbaai, 20 februari 2005) was een Zuid-Afrikaanse schrijfster.

## Leven en werk
Matthee werd geboren als Dalena Scott als middelste van vijf kinderen. Zij groeide op in Riversdal in de West-Kaap. Als kind had zij al een enorme leeshonger. In het gezin was muziek maken ook van groot belang; Dalene leerde al jong piano spelen. Vakanties werden doorgebracht in het nabijgelegen stranddorp Stilbaai.
Op haar achttiende trouwt Dalene met schoolvriend Larius Matthee. Met hem samen trekt zij van Oudtshoorn naar Darling, naar Graaff-Reinet en Uniondale. Tussen 1960 en 1962 worden hun drie dochters Amanda, Toni en Hilary geboren. Haar muziekopleiding doet zij in Oudtshoorn en Graaff-Reinet. Zij studeert af als docent piano en geeft jarenlang piano-, maar ook gitaarlessen in de plaatsen waar zij woonde. Een van haar gitaarleerlingen was de latere schrijfster Annelie Botes.
In die jaren begint zij met het schrijven en publiceren van kinderverhalen, om het gezinsinkomen aan te vullen. Later komen daar ook korte verhalen bij en uiteindelijk ook toneelstukken. De Zuid-Afrikaanse televisie SATV heeft daar echter geen belangstelling voor. Zij verwerkt dan delen van haar toneelstukken in haar latere romans.
Zij woont een aantal jaren in George waar haar liefde voor het bos zich ontwikkelt. De kennismaking met de bossen van Knysna betekende, achteraf gezien, haar grote doorbraak als schrijfster die vooral bekend werd om haar vier 'bosromans'. Vanaf het allereerste moment heeft het bos haar geboeid. Zij begint met intensieve studie en onderzoek naar de bomen, het leven van de bosarbeiders en de olifanten die in vroeger jaren in grote hoeveelheden de bossen rond Knysna bevolkten en die nu bijna zijn verdwenen. Zij leest over de schrijnende standsverschillen tussen bosarbeiders en Engelse dorpsbewoners en houthandelaars. Het lot van de bijna vergeten bosarbeiders grijpt haar zo aan dat zij besluit om het verhaal van het bos op te schrijven. De eerste bosroman Kringe in 'n bos, geschreven in het Afrikaans, is een uitslaand succes. Het boek wordt vertaald in het Nederlands, Engels, Fins, Frans, Hebreeuws, IJslands, Italiaans, Noors, Portugees, Spaans en Zweeds.
Dalenes onderzoek levert zoveel materiaal op dat er meer dan genoeg is voor nog een boek. Dat wordt Fiela se kind. Het gaat over Lukas van Rooyen/Benjamin Komoetie, een 3-jarig kind dat mogelijk uit een blank houthakkersgezin verdwijnt en liefderijk als een eigen zoon opgenomen wordt in het 'bruine' gezin, waar hij voor de deur gevonden wordt...Negen jaar later wordt ontdekt dat hij bij dat gezin leeft, daar hij weggehaald wordt naar een wereld gebracht waarin hij niet thuis is. Het verhaal draait over de identiteit van de jongen die opgroeit en steeds meer vragen heeft over wie hij daadwerkelijk is.
In 1988 wordt de roman verfilmd onder regie van Katinka Heyns.
Twee jaar later verschijnt dan haar derde bosroman Moerbeibos en weer zestien jaar later haar vierde en laatste.
In de tussentijd schrijft ze nog Brug van die esels over een jonge vrouw die Zuid-Afrika wil verlaten, en daar financieel toe in staat wordt gesteld door het bezit van diamanten. Het thema 'weggaan uit Zuid-Afrika' heeft ook bij Dalene Matthee een rol gespeeld, hoewel zij er uiteindelijk niet toe besloten heeft.
In 1982 ontvangt ze de STAB prijs: STAB (Stiftung für Abendländische Besinnung) is een Zwitserse vereniging die jaarlijks erkenning geeft aan mensen die een grote bijdrage leverden aan de verspreiding van de Westerse cultuur. Dalene wordt geëerd “voor haar warme krachtige romans die uitdrukking geven aan haar betrokkenheid bij de bedreigde natuur en het intellectuele recht van ieder mens op zijn culturele eigenheid”.
Susters van Eva gaat over de motieven van een vrouw om haar baby te verdrinken. Zij houdt zich schuil voor de recherche te midden van een kolonie bavianen.
In augustus 2000 overlijdt de man van Dalene, Larius Matthee, na een lang ziekbed in hun woonplaats Hartenbos.
Dalenes volgende roman, Pieternella van die Kaap is een historische roman over de dochter van een Deense chirurgijn Pieter van Meerhoff en Eva-Krotoa, de Khoi ('Hottentot') vrouw die als jong meisje door Jan van Riebeeck en diens vrouw in zijn huis in de Kaap opgenomen werd als kindermeisje voor de kinderen van Van Riebeeck. De roman verschijnt in 2000. Dit werk is het resultaat van een diepgaand onderzoek naar het leven van deze dochter in de 17e eeuw. Daarbij kreeg zij de hulp van Dan Sleigh, historicus en schrijver van de roman Eilande (in het Nederlands vertaald als Stemmen uit zee) die over Eva-Krotoa gaat. Voor haar onderzoek bezocht Dalene, behalve het eiland Mauritius, ook Robbeneiland waar Eva-Krotoa met haar kinderen geleefd heeft. Ook bezocht zij Nederland: het Nationaal Archief in Den Haag waar de VOC archieven zijn opgeslagen en het Amsterdamse Scheepvaartmuseum.
Toorbos is, bijna 20 jaar na het verschijnen van Kringe in 'n bos, haar vierde en laatste bosroman. Deze handelt over het vertrek van (verarmde) blanke houtkappers en bosarbeiders uit de bossen rond Knysna.
Die uitgespoeldes is haar laatste roman. Deze verschijnt een half jaar na haar overlijden, speelt zich af in de jaren vijftig en zestig van de twintigste eeuw en handelt over Moses Swart, een schapenhoeder van het strandveld bij Bredasdorp, die zijn hele leven het gevoel heeft dat hij niet thuis hoort in dit land van zee- en veldmensen. Hij voelt zich 'aangespoeld', maar waar komt dat knagende gevoel van een andere identiteit vandaan? Hij ontmoet Lord en Lady van Springfield en beseft dat ook zij 'aangespoeld' zijn.
In 2003 verhuist Dalene van Hartenbos naar Mosselbaai, waar ze Toorbos en Die uitgespoeldes voltooid heeft. In februari 2005 overlijdt zij daar op 66-jarige leeftijd.

## Vertalingen in het Nederlands
- 1984 – Cirkels in het woud (vert. van Kringe in 'n bos)
- 2000 – Moerbeibos
- 2003 – Droombos (vert. van Toorbos)
- 2006 – Drijfhout (vert. van Die uitgespoeldes)
- 2013 – Fiela's kind)
- 2014 – Kringen in ´n bos (herziene ed. van uitgave 1984)
- 2014 – Moerbeibos (herziene ed. van uitgave 2000)
- 2014 – Droombos (herziene ed. van uitgave 2003)
- 2014 – Ruwe diamant(vertaling van Brug van die esels)
- 2014 – Nadia

## Bekroningen, prijzen
- 1985 – ATKV-Prosaprys (Afrikaanse Taal- en Kultuurvereniging) voor Kringe in 'n bos
- 1986 – ATKV-Prosaprys voor Fiela se kind
- 1986 – de Raad van het Suider-Afrikaanse Instituut van Boswese kent de Bosbouwprijs aan Dalene Matthee toe
- 1988 – ATKV-Prosaprys voor Moerbeibos
- 1988 – ereburgerschap van geboortedorp Riversdal
- 1992 – ontvangst van de Zwitserse STAB-prijs
- 1994 – ereburgerschap van woonplaats Hartenbos
- 1996 – ATKV-Prosaprys voor Susters van Eva